# Xi Tauri
Xi Tauri (ξ Tauri, förkortat Xi Tau, ξ Tau) som är stjärnans Bayerbeteckning, är en kvadrupelstjärna belägen i den västra delen av stjärnbilden Oxen. Den har en skenbar magnitud på 3,73 och är synlig för blotta ögat. Baserat på parallaxmätning inom Hipparcosuppdraget på ca 15 mas  beräknas den befinna sig på ett avstånd av ca 210 ljusår (64 parsek) från solen. Eftersom stjärnorna förmörkar varandra under sina banor klassificeras de som variabla stjärnor och dess ljusstyrka varierar i magnitud från +3,70 till +3,79.

## Egenskaper
Xi Tauri består av tre blå-vita stjärnor i huvudserien av spektralklass B8Vn + B8Vn + B7Vn. Två av stjärnorna bildar en förmörkande dubbelstjärna och roterar kring varandra med en period på 7,15 dygn. Dessa omkretsas i sin tur av den tredje stjärnan med en period på 145 dygn. Den fjärde följeslagaren är en stjärna av typ F som omkretsar de andra tre stjärnorna med en period på omkring femtio år.
Primärstjärnan Xi Tauri A har en massa som är omkring 2,3 gånger större än solens massa, en radie som är dubbelt så stor som solens och utsänder från dess fotosfär ca 42 gånger mera energi än solen vid en effektiv temperatur på ca 9 400 K.